# 1-es busz (Hódmezővásárhely)
A hódmezővásárhelyi 1-es jelzésű autóbusz a Volán telep és a Porcelángyár megállóhelyek között közlekedett. A viszonylatot a Volánbusz üzemeltette.

## Közlekedése
Munkanapokon körülbelül 1-2 óránként közlekedett. Hétvégén 3 járatpár indult.

## Útvonala
| Porcelángyár felé: | Volán telep felé: |
| --- | --- |
| - Volán telep - Volán-telep - Nyárfa utca - Mester utca ABC - Lőrinc pap utca - Jókai utca - Szántó-Kovács János utca - Sárkány utca - Pálffy utca - Lázár utca - Zsoldos utca - Kodály Zoltán utca - Hősök tere - Városi könyvtár - Autóbusz-állomás (a jelölésű járatok) - Kálvin János tér - METRIPOND vasútállomás bejárati út - Síp utca - Visszhang utca - Malom - Töltés utca - Csomiép Kft. - Déli ipari park - Divat Kötöttárugyár - HÓDGÉP - Porcelángyár | - Porcelángyár - Porcelángyár - HÓDGÉP - Divat Kötöttárugyár - Déli ipari park - Csomiép Kft. - Töltés utca - Malom - Visszhang utca - Síp utca - METRIPOND vasútállomás bejárati út - Kálvin János tér - Autóbusz-állomás - Városi könyvtár - Hősök tere - Kodály Zoltán utca - Hódi Pál utca - Lázár utca - Pálffy utca - Sárkány utca - Szántó Kovács János utca - Jókai utca - Lőrinc pap utca - Mester utcai ABC - Nyárfa utca - Volán telep |

## Megállói

### Porcelángyár felé
| Megállóhely neve                    | Menetidő | Fontosabb létesítmények |
| ----------------------------------- | -------- | ----------------------- |
| Volán telep                         | 0        |                         |
| Nyárfa u.                           | 1        |                         |
| Mester u. ABC                       | 2        |                         |
| Lőrinc pap u.                       | 3        |                         |
| Hódmezővásárhely, Jókai u.          | 4        |                         |
| Szántó K. J. u.                     | 6        |                         |
| Sárkány u.                          | 7        |                         |
| Hódmezővásárhely, Pálffy u.         | 8        |                         |
| Hódmezővásárhely, Lázár u.          | 9        |                         |
| Hódi Pál u.                         | 10       |                         |
| Kórház                              | 11       |                         |
| Hősök tere                          | 13       |                         |
| Hódmezővásárhely, Könyvtár          | 16       |                         |
| Hódmezővásárhely, Kálvin tér        | 17       |                         |
| METRIPOND, vasútállomás bejárati út | 18       |                         |
| Síp u.                              | 20       |                         |
| Visszhang u.                        | 21       |                         |
| Malom                               | 22       |                         |
| Töltés u.                           | 23       |                         |
| Divat Kötöttárugyár                 | 25       |                         |
| HÓDGÉP                              | 26       |                         |
| Porcelángyár                        | 27       |                         |

### Volán telep felé
| Megállóhely neve                    | Menetidő | Fontosabb létesítmények |
| ----------------------------------- | -------- | ----------------------- |
| Porcelángyár                        | 0        |                         |
| HÓDGÉP                              | 1        |                         |
| Divat Kötöttárugyár                 | 2        |                         |
| Töltés u.                           | 4        |                         |
| Malom                               | 5        |                         |
| Visszhang u.                        | 6        |                         |
| Síp u.                              | 7        |                         |
| METRIPOND, vasútállomás bejárati út | 9        |                         |
| Hódmezővásárhely, Kálvin tér        | 11       |                         |
| Hódmezővásárhely, Könyvtár          | 12       |                         |
| Hódmezővásárhely, Tóalj u.          | 14       |                         |
| Hősök tere                          | 15       |                         |
| Kórház                              | 16       |                         |
| Hódi Pál u.                         | 17       |                         |
| Hódmezővásárhely, Lázár u.          | 18       |                         |
| Hódmezővásárhely, Pálffy u.         | 19       |                         |
| Sárkány u.                          | 20       |                         |
| Szántó K. J. u.                     | 22       |                         |
| Hódmezővásárhely, Jókai u.          | 23       |                         |
| Lőrinc pap u.                       | 24       |                         |
| Mester u. ABC                       | 25       |                         |
| Nyárfa u.                           | 26       |                         |
| Volán telep                         | 27       |                         |

## Menetrend

### Porcelángyár felé
| Óra | Munkanapokon | Szabadnapokon | Munkaszüneti napokon |
| --- | ------------ | ------------- | -------------------- |
| 5   | 0            | 10            | 10                   |
| 6   | 20           | -             | -                    |
| 7   | 10           | -             | -                    |
| 9   | a10          | -             | -                    |
| 11  | a10          | -             | -                    |
| 13  | 10           | 10            | 10                   |
| 14  | 40           | -             | -                    |
| 16  | 00           | -             | -                    |
| 18  | a00          | -             | -                    |
| 21  | 15           | 15            | 15                   |

Az a-val jelölt időpontokban az autóbuszok Hódmezővásárhely, Kálvin tér megállóhelyig közlekednek!

### Volán telep felé
| Óra | Munkanapokon | Szabadnapokon | Munkaszüneti napokon |
| --- | ------------ | ------------- | -------------------- |
| 6   | 20           | 20            | 20                   |
| 7   | 00, 40       | -             | -                    |
| 9   | a50          | -             | -                    |
| 11  | a50          | -             | -                    |
| 14  | 10           | 10            | 10                   |
| 15  | 30           | -             | -                    |
| 16  | 30           | -             | -                    |
| 17  | a40          | -             | -                    |
| 22  | 20           | 20            | 20                   |

Az a-val jelölt időpontokban az autóbuszok Hódmezővásárhely, Kálvin tér megállóhelytől indulnak! A megállók közötti menetidő nem változik.